# Gordan Bunoza
Gordan Bunoza (Ljubuški, 5 februari 1988) is een Bosnisch-Kroatisch voetballer die momenteel speelt voor de Roemeense voetbalclub Pandurii Târgu Jiu. Hij speelt als verdediger.

## Carrière

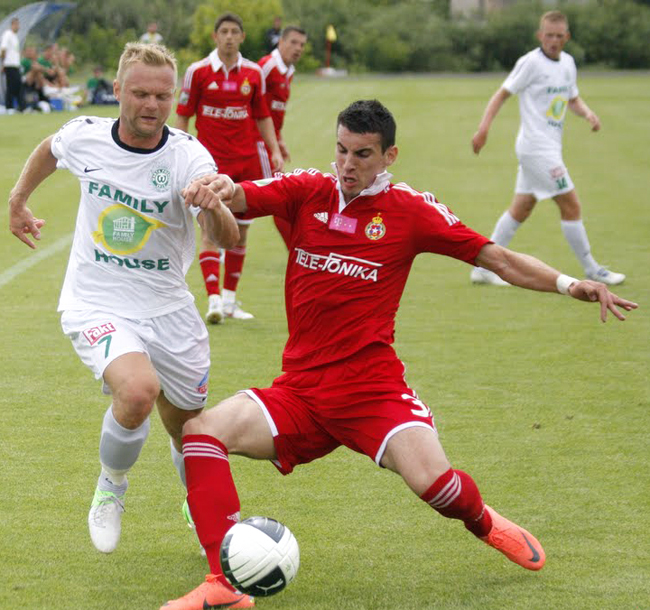
Bunoza (rechts) in actie voor Wisła Kraków.

### Jeugd
Tot 2005 speelde hij voor de jeugd van het plaatselijke HNK Ljubuški, de club uit zijn geboortestad. In 2006 stapte hij over naar de jeugd van Kamen Ingrad. Datzelfde jaar vertrok hij opnieuw naar ZET Zagreb. In 2007 maakte hij de overstap naar de jeugd van NK Drava Ptuj.

### SC Austria Lustenau
In 2008 besloot hij voor de eerste ploeg van de Oostenrijkse vierdeklasser SC Austria Lustenau te gaan spelen. In een half jaar kwam hij aan tien competitiewedstrijden en één goal voor de club. Hij speelde ook nog drie wedstrijden in het bekertoernooi.

### Kroatië
In het seizoen 2008-2009 vertrok hij naar Kroatië, waar hij voor de tweedeklasser NK Hrvatski Dragovoljac Zagreb ging spelen. In dit seizoen speelde hij negentien competitiewedstrijden spelen waarin hij één doelpunt scoorde. Ook speelde hij één bekerwedstrijd en twee wedstrijden in de play-offs. Na dit seizoen vertrok hij naar eersteklasser NK Karlovac. In zijn eerste seizoen bij NK Karlovac kwam hij aan zevenentwintig competitiewedstrijden, waarin hij één goal scoorde. Daarnaast speelde hij nog twee bekerwedstrijden.

### Wisła Kraków
Voor aanvang van het seizoen 2010-2011 werd bekend dat hij de overstap maakt naar de Poolse eerste klasse, waar hij voor Wisła Kraków ging spelen. In zijn eerste seizoen bij de club werd hij meteen Pools kampioen. In zijn eerste drie seizoenen speelde hij vierenveertig competitiewedstrijden, twaalf bekerwedstrijden, waarin hij één goal scoorde en ook nog twee Europese wedstrijden. Tijdens het seizoen 2013-2014 toonden onder andere Sporting Lokeren, KRC Genk, AA Gent en Levski Sofia interesse in hem, omdat hij aan het eind van dat seizoen transfervrij is. Aan het eind van het seizoen verlengde de Polen het contract van Bunoza niet en hij verliet de club.

### Pescara Calcio
De tweedeklasser Pescara Calcio strikte de in Bosnië en Herzegovina geboren Kroaat in oktober 2014. Bunoza tekende tot en met einde van het 2014/2015 seizoen, met een optie van twee jaar. Bunoza kreeg rugnummer 21 in Abruzzen. Na twee wedstrijden te hebben gespeeld voor de Italianen, vertrok Bunoza op huurbasis naar Roemenië.

### Dinamo Boekarest
Tot en met het einde van het seizoen 2014/2015 werd Bunoza verhuurd aan Dinamo Boekarest. De Roemenen hebben ook een koopoptie bedwongen op de verdediger. Bunoza debuteerde voor Dinamo Boekarest in de basis tegen Oțelul Galați op 21 februari 2015. Bunoza speelde de volle negentig minuten, die gewonnen werd met 1-0 door de Roemeense hoofdstedelingen.

## Statistieken
| seizoen | club                           | land       | competitie      | wed. | goals |
| ------- | ------------------------------ | ---------- | --------------- | ---- | ----- |
| 2007/08 | SC Austria Lustenau            | Oostenrijk | Vorarlberg-Liga | 10   | 1     |
| 2008/09 | NK Hrvatski Dragovoljac Zagreb | Kroatië    | 2. HNL          | 19   | 1     |
| 2009/10 | NK Karlovac                    | Kroatië    | 1. HNL          | 27   | 1     |
| 2010/11 | Wisła Kraków                   | Polen      | Ekstraklasa     | 14   | 0     |
| 2011/12 | Wisła Kraków                   | Polen      | Ekstraklasa     | 11   | 0     |
| 2012/13 | Wisła Kraków                   | Polen      | Ekstraklasa     | 19   | 0     |
| 2013/14 | Wisła Kraków                   | Polen      | Ekstraklasa     | 26   | 0     |
| 2014/15 | Pescara Calcio                 | Italië     | Serie B         | 2    | 0     |
| 2014/15 | → Dinamo Boekarest (huur)      | Roemenië   | Liga 1          | 16   | 1     |
| 2015/16 | Pescara Calcio                 | Italië     | Serie B         | 2    | 0     |
| 2015/16 | Pandurii Târgu Jiu             | Roemenië   | Liga 1          | 0    | 0     |

## Internationaal
Bunoza kwam nog niet uit voor de nationale ploeg van Bosnië en Herzegovina, hij kwam wel al uit voor de U17 van 2004 tot 2005, voor de U19 van 2005 tot 2006 en voor de U21 van 2009 tot 2010. Voor Jong Bosnië en Herzegovina speelde hij negen wedstrijden. In augustus 2010 werd Bunoza opgeroepen door Safet Sušić voor de A-selectie van Bosnië en Herzegovina voor de EK-kwalificatiewedstrijden tegen Frankrijk en Luxemburg. Bunoza zat tijdens de wedstrijden op de bank. Op basis van zijn afkomst komt Bunoza ook in aanmerking voor het Kroatisch voetbalelftal.

## Palmares
| Nationaal      |    |      |
| Pools kampioen | 1x | 2011 |